# ラヴ・バラード・ベスト・セレクション
ラヴ・バラード・ベスト・セレクション（仏: Les plus belles chansons d'amour=最も美しいラヴソング）はセリーヌ・ディオンが初期に録音したフランス語曲のベスト・アルバム。バレンタインデーに合わせた2004年2月3日に日本で発売された。

## アルバム概要
ラヴ・バラード・ベスト・セレクションはエイベックスからプロモーション無しに発売され、日本でセリーヌ・ディオン唯一のコピーコントロールCDとして市場に出回っている。以前に発売されたコンピレーション・アルバムにも収録されている曲が入っている。

## チャート推移
ラヴ・バラード・ベスト・セレクションは世界中でおよそ10万枚を販売した。

## 収録曲
| #   | 題                                       | 作詞・作曲                                          | 時間 |
| --- | ---------------------------------------- | --------------------------------------------------- | ---- |
| 1.  | 「彼が去っていった」                     | E・マルネ、C・Loigerot、T・ジョフロア               | 3:05 |
| 2.  | 「家路」                                 | E・マルネ、A・ベルナール、P・ルメートル             | 4:16 |
| 3.  | 「3時20分」                              | E・マルネ、P・Greedus、B・ブルー                    | 3:41 |
| 4.  | 「幸せの小鳥たち」                       | E・マルネ、A・ポップ                                | 3:28 |
| 5.  | 「それほどにあなたが好き（母への賛歌）」 | E・マルネ、H・ジロー                                | 3:01 |
| 6.  | 「ラ・ド・ド・ラ・ド」                   | E・マルネ、C・ゴベール                              | 3:06 |
| 7.  | 「恋の翼にのって」                       | E・マルネ、C・Loigerot、T・ジョフロア               | 3:20 |
| 8.  | 「いやなの」                             | E・マルネ、R・ムスマッラ                            | 4:06 |
| 9.  | 「青すぎた恋」                           | E・マルネ、D・B・ベンボ、M・ジャコメリ、S・バルドー | 4:54 |
| 10. | 「ポールとヴィルジニー」                 | E・マルネ、C. Loigerot、T・ジョフロア               | 3:23 |
| 11. | 「修道女の恋」                           | D・バルブリヴィアン                                 | 3:32 |
| 12. | 「私をおいて旅立たないで」               | N・マルティネッティ、A・シェレフトゥー              | 3:07 |
| 13. | 「神様の声」                             | E・マルネ、S・デュモン                              | 3:22 |
| 14. | 「あなたのため」                         | E・マルネ、F・Orenn                                 | 4:07 |
| 15. | 「心に太陽を」                           | A・ポップ、J・C・マスリエ                           | 2:46 |
| 16. | 「どう愛せばいいの」                     | E・マルネ、R・ムスマッラ                            | 4:00 |
| 17. | 「生きるために」                         | E・マルネ、A・ポップ                                | 4:04 |